# WASP-1b
WASP-1b는 WASP-1 주위를 공전하는 외계 행성으로, 지구에서 1천 광년 이상 떨어진 곳에 있다. 이 행성의 질량과 반지름을 통해 가스 행성임을 알 수 있으며, 조성 물질은 목성의 그것과 매우 흡사하다. 그러나 목성과는 달리 WASP-1b는 모항성에 아주 가까이 붙어 돌고 있기 때문에 뜨거운 목성으로 부를 수 있다. 라팔마섬에서의 관측을 지원한 노고를 기리는 의미에서 이 행성은 가라피아-1(Garafia-1)라는 이름을 얻었다.

## 같이 보기
- SuperWASP
- 뜨거운 목성
- HD 209458 b
- WASP-2b

## 참고 문헌
- Cameron;  외. (2007). “슈퍼WASP와 SOPHIE를 이용하여 발견한, 어머니 항성 표면을 지나가는 두 개의 새로운 외계 행성들(WASP-1b and WASP-2b: two new transiting exoplanets detected with SuperWASP and SOPHIE)”. 《Monthly Notices of the Royal Astronomical Society》 375: 951–957.[깨진 링크(과거 내용 찾기)] (웹 견본 인쇄본)

* David Charbonneau, Joshua N. Winn, Mark E. Everett, David W. Latham, Matthew J. Holman, Gilbert A. Esquerdo, Francis T. O'Donovan (2006년 10월 19일). “외계 행성 WASP-1b와 WASP-2b의 정확한 반지름 측정(Precise Radius Estimates for the Exoplanets WASP-1b and WASP-2b)” 1판. 2007년 1월 17일에 확인함.
* Avi Shporer, Omer Tamuz, Shay Zucker, Tsevi Mazeh (2006년 10월 18일). “WASP-1 표면을 지나가는 행성에 대한, 측광학적 추적(Photometric follow-up of the transiting planet around WASP-1)” 1판. 2007년 1월 17일에 확인함.